# Who Said
Who Said (z ang. Kto powiedział) – drugi singel Hannah Montany. Został wydany w 2006 roku.

## Singel
Utwory na iTunes
1. Who Said (wersja oryginalna) 3:15
2. Radio Disney Interview w/ Miley Cyrus 1:25